# Vera Belič
Vera Belič, slovenska violinistka, * 8. april 1954, Ljubljana.
Leta 1976 je diplomirala na Akademiji za glasbo v Ljubljani, nato pa se je glasbeno izpopolnjevala na Visoki šoli za glasbo in upodabljajočo umetnost na Dunaju. Solistično violinsko diplomo je prejela leta 1982 v Luzernu.  
Od leta 1982 je tudi namestnica koncertnega mojstra Simfoničnega orkestra Slovenske Filharmonije.  